# Пітер Пен (фільм, 1924)
«Пітер Пен» (англ. Peter Pan) — американський чорно-білий німий фільм 1924 року. З 1929 по 1995 рік фільм був недоступний для перегляду (всі копії були сильно пошкоджені), у 2000 році фільм був відреставрований і включений в Національний реєстр фільмів.

## Зміст
У будинок Дарлінґів, де живуть дівчинка Венді та її брати Майкл і Джон, одного разу прилітає хлопчик Пітер Пен. Він із чарівної країни Небувай. Там живуть діти, казкові герої, а також пірати. Піратів очолює старий Капітан Гак, який намагається захопити Пітера Пена. Діти потрапляють у чарівні пригоди й дізнаються багато цікавого.

## Ролі
- Бетті Бронсон — Пітер Пен;
- Ернест Торренс[en] — Капітан Крюк;
- Мері Браян — Венді Дарлінг (кінодебют);
- Вірджинія Браун Фейр — Дінь-Дінь;
- Джек Мерфі — Джон Дарлінг[en];
- Філіп Де Лесі[en] — Майкл Дарлінг[en];
- Джордж Алі — Нана[en], ньюфаундленд;
- Естер Ралстон — місис Дарлінг[en];
- Сиріл Чедуік[en] — містер Дарлінг[en];
- Анна Мей Вонг — Тигрова Лілія[en];
- Луїс Моррісон — Джентльмен Старкі, пірат;
- Едвард Кіплінг — Смі, пірат.

## Цікаві факти
- У підборі акторів особисто брав участь сам Джеймс Баррі. Роль Пітера Пена довірили актрисі Бетті Бронсон, і з цього моменту на довгий час бере початок традиція виконання ролі Пітера актрисою-дівчиною. Також Баррі планував зробити фільм зі спецефектами й польотами, але такі зйомки виявилися занадто дорогими для того часу, тому польотів героїв у фільмі зовсім небагато.
- Оскільки у той час в США ще не існувало фільмосховищ, кінокомпанії зберігали більшість стрічок лише до того часу, поки їх прокат приносив прибуток, тому майже всі копії картини вже до 1929 року були знищені, але в 1995 році все-таки вдалося знайти єдину плівку задовільної якості й почати реставрацію. Плівку виявив Джеймс Кард, працював у George Eastman House, реставрацію провів Девід Пірс David Pierce у The Walt Disney Company, нову музику до фільму написав Філіп Карлі. Відреставрована версія стрічки була представлена глядачам у кінотеатрі El Capitan Theatre у Голлівуді у 2001 році.